# Henk Citroen

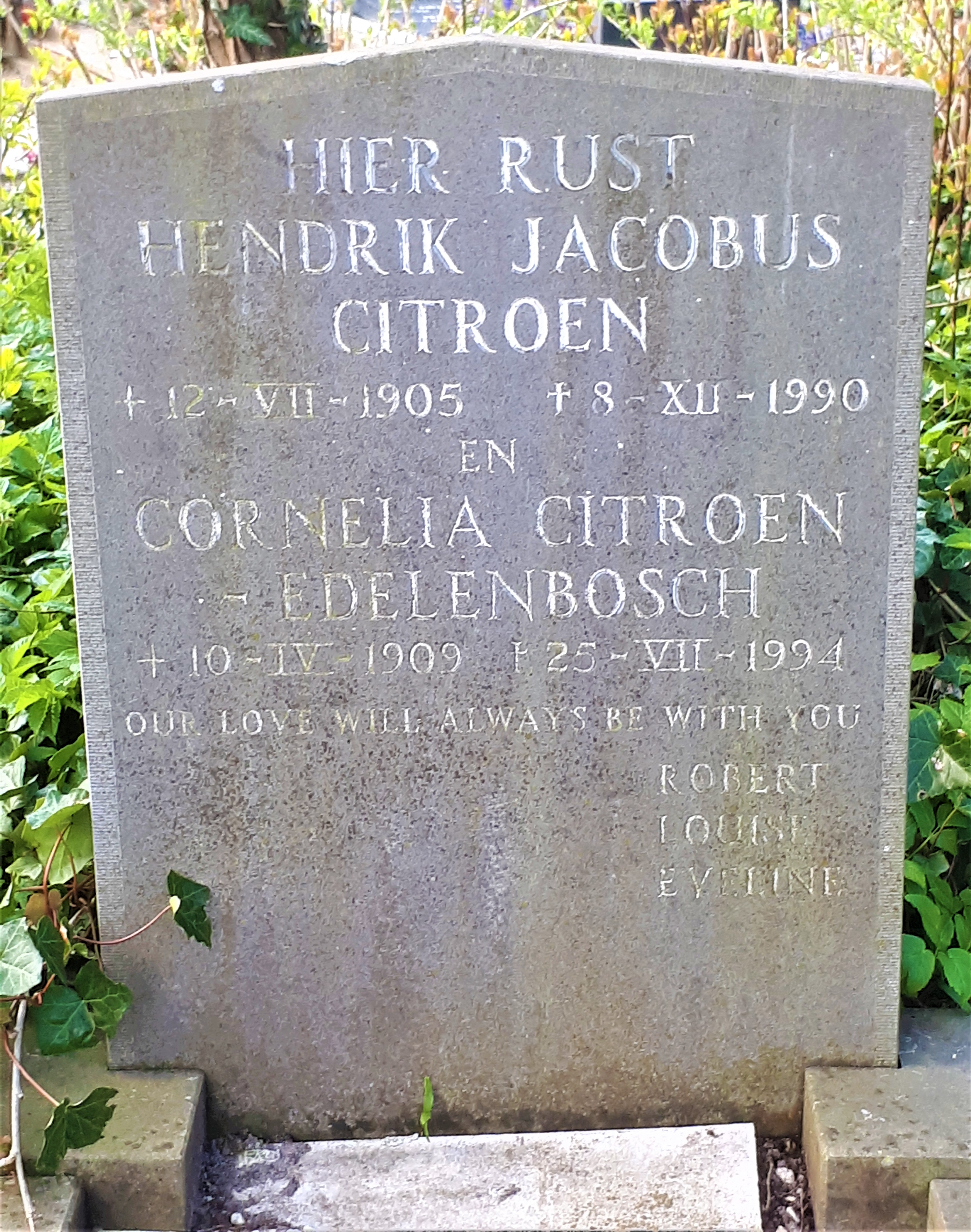

Hendrik Jacobus (Henk) Citroen (Amsterdam, 12 juli 1905 – Voorhout 8 december 1990) was een Nederlands componist.
Henk Citroen is een zoon van Louis Citroen en Maria Louisa Rubens. Hij trouwt met Regina Johanna Cornelia Hornstra (1930-1933) en hertrouwt Cornelia Edelenbosch (1934-1990). Cornelia Edelenbosch is geboren in Rotterdam op 10 april 1909 en overlijdt te Warmond op 25 juli 1994.
Henk Citroen studeert na HBS bij Johan Wagenaar, Willem Pijper (beiden compositieleer), Arthur Oróbio de Castro (viool) en Wouter Hutschenruijter (1859-1943) (directie, muziektheorie).
Henk en zijn tweede vrouw Cornelia krijgen drie kinderen: Robert (1934-overleden in de USA, jaar onbekend), Louise (1937- overleden in Spanje, jaar onbekend), en Eveline (geboortejaar onbekend). Henk (na crematie) en Cornelia zijn begraven op de Protestantse begraafplaats van 'De kleine kerk' te Voorhout, gemeente Teylingen. In september 2021 is hun graf ontruimd nadat via deze pagina contact kon worden gelegd met nabestaanden in de USA. 
Van zijn hand zijn bekend:
- 1925: Sonnenkind voor sopraan en strijkkwartet; voor Lotte Citroen
- 1926: De heks van Overholland/Een schaking aan de Vecht op tekst van Balthazar Verhagen, uitgevoerd 13 januari 1927 in den Grooten Schouwburg te Rotterdam voor de Rotterdamse HBS-bond
- 1927: Sater (een dansspel),; uitgevoerd op 8 december 1928 door het Rotterdams Philharmonisch Orkest onder leiding van Eduard Flipse ; volgens een recensie in Het Vaderland van 6 september 1934 geschreven in de stijl van Claude Debussy, Igor Strawinsky en Paul Dukas.
- 1927: De bijenkoning (zangspel in een bedrijf voor twee vrouwenkoren en altsolo, tekst van Elsa Betty Citroen)
- 1929: Psyche, voor sopraan en orkest, naar Psyche van Louis Couperus, opgedragen aan zijn toenmalige vrouw Regina Hornstra; uitgevoerd op 8 maart 1930 in de Grote Doelenzaal met het RPO onder leiding van E. Flipse; soliste Maartje Offers
- 1934: Symfonie; uitgevoerd 7 september in het Kurhaus (Scheveningen) onder leiding van de componist; musici vermoedelijk van het Residentieorkest
- 1937; De etalagepoppen, zangspel van Elsa en Henk, regie A. Samson-Catz
- 1937: Saul peinst (lied voor bariton en orkest of piano), uitgevoerd november 1938 in Rotterdam met het RPO, solist was Johan Lammen; in 1948 op herhaling met zanger Piet Böhn; de tekst was van Henk Anthonie Mulder onder pseudoniem Willem Hessels;
- 1937: Concertstuk voor piano en harmonieorkest; opgedragen aan en uitgevoerd in april 1937 door Marinus Flipse; begeleiding door het RPO onder leiding van Marinus’ oom Eduard Flipse.
- 1938: Concert voor hoorn en strijkorkest; in 1938 uitgevoerd door Piet Veenstra (vader van cellist Veenstra) onder leiding van Carl Schuricht; wederom in het Kurhaus
- 1938: De verloren gulden (kinderzangspel op tekst van Elsa Citroen)
- 1943: Vioolconcert
- 1947: Pianotrio
- 1947: Symfonie nr. 2
- 1948: Het monument (dansspel), choreografe A. Samson-Catz
- Variaties op Toen onze hond een hondje was
- Er waren zeven kikkertjes, een opera
- Trauerliche Frühlingsnacht voor sopraan en orkest of piano

- Gemeinsame Normdatei: 127995137
- Virtual International Authority File: 18262800
- WorldCat: E39PBJvMxmfG87PmYrJX8W7vHC